# 花押
花押，又称畫押、押記、花書、五朶雲、花字，朝鮮稱手決，是代替簽名的一種簽署樣式，通常會取姓名中的一至二字採用連筆速寫、交錯相疊，有時還會加入一些符號，因此形狀千奇百怪，帶有藝術性，常用於書法作品上。

## 起源
花押是一種為了方便而發明的簽署方法，正式文件也會使用，在晚清時，李鴻章在簽署《馬關條約》、《辛丑條約》時使用了花押。和簽名相比，個人化的花押反而較難偽造。現今在華人地區花押的使用已較為少見，大多為花式簽名所取代。
相傳花押源於中國的北齊。《北齊書·後主紀》云：「連判文書，各作花字是也。花字亦謂花押」。到了北宋已有許多使用畫押的記載。歐陽修在《歸田錄》云：「俗以草書為押字。」。宋王溥《唐會要‧百官奏事》：「景龍三年二月二十六日勅，諸司欲奏大事，並向前三日錄所奏狀一本，先進令長官親押」。宋人朱彧《萍洲可談》卷一云：「押字自唐以來方有之，蓋亦署名之類，但草書不甚謹，故或謂之草字。」《太平廣記》、《唐國史補》：「宰相判四方之事有都堂，處分有司有堂帖，下次押名曰花押」，《西遊記˙第二十九回》：「國王見了，取本國玉寶，用了花押，遞與三藏。」《初刻拍案驚奇˙卷三十三》：「當下各人畫個花押，兄弟二人，每人收了一紙，管待了李社長自別去了。」

## 著名使用者
中國歷史上最為出名的花押是宋朝皇帝徽宗的花押。宋徽宗在其創作的書畫上使用一個類似拉長了的「天」字的花押，據說象徵「天下一人」。
花押在10世紀中葉（平安時代中期）傳入日本。到了鐮倉時代以後開始分為武士使用的武家樣和公卿使用的公家樣、僧人使用的禪僧樣三種。戰國時代日本花押的形式開始多樣化，如織田信長使用「麟」字花押，豐臣秀吉使用「悉」字花押，伊達政宗使用鶺鴒形狀的花押等等。

## 圖片

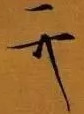
宋徽宗趙佶花押
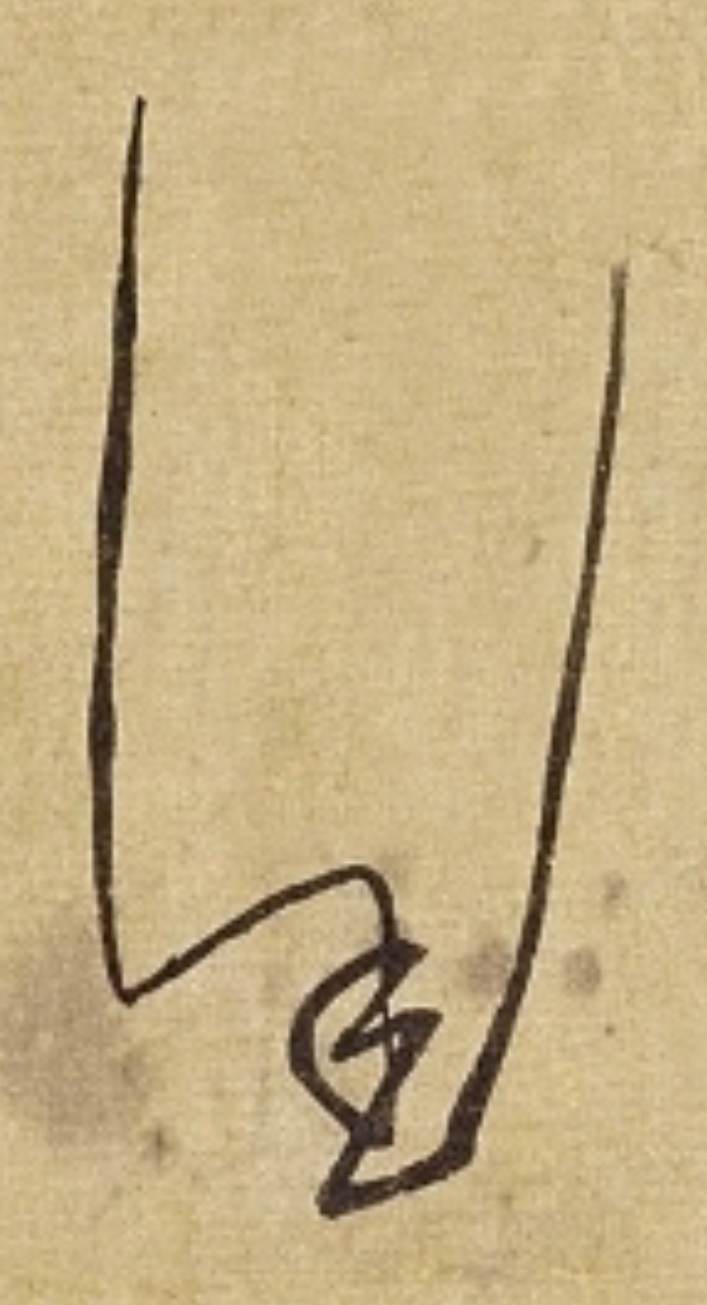
明太祖朱元璋花押
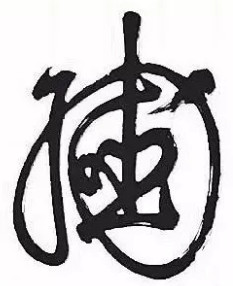
崇祯帝朱由檢花押
日本關白豐臣秀吉的花押
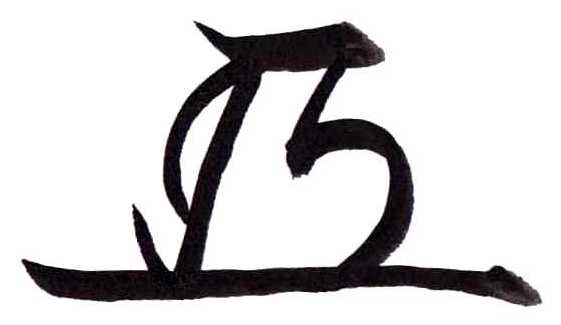
日本征夷大將軍德川家康的花押
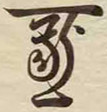
琉球國王尚敬的花押
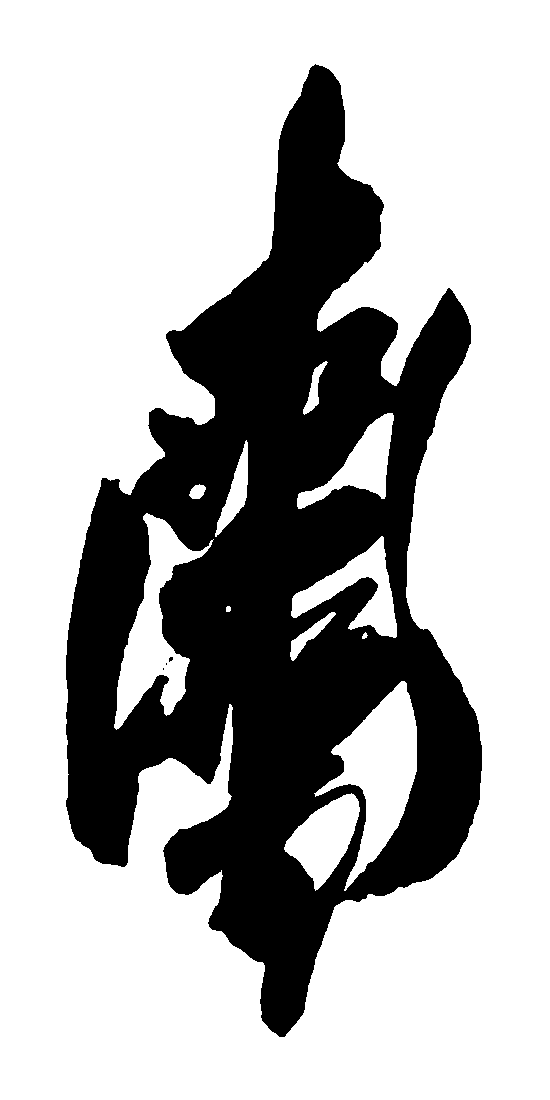
李鴻章在《辛丑條約》上的花押
日本首相東條英機的花押

## 延伸阅读
[在维基数据编辑]
 《欽定古今圖書集成·理學彙編·字學典·押字部》，出自陈梦雷《古今圖書集成》